# Škoda MissionL

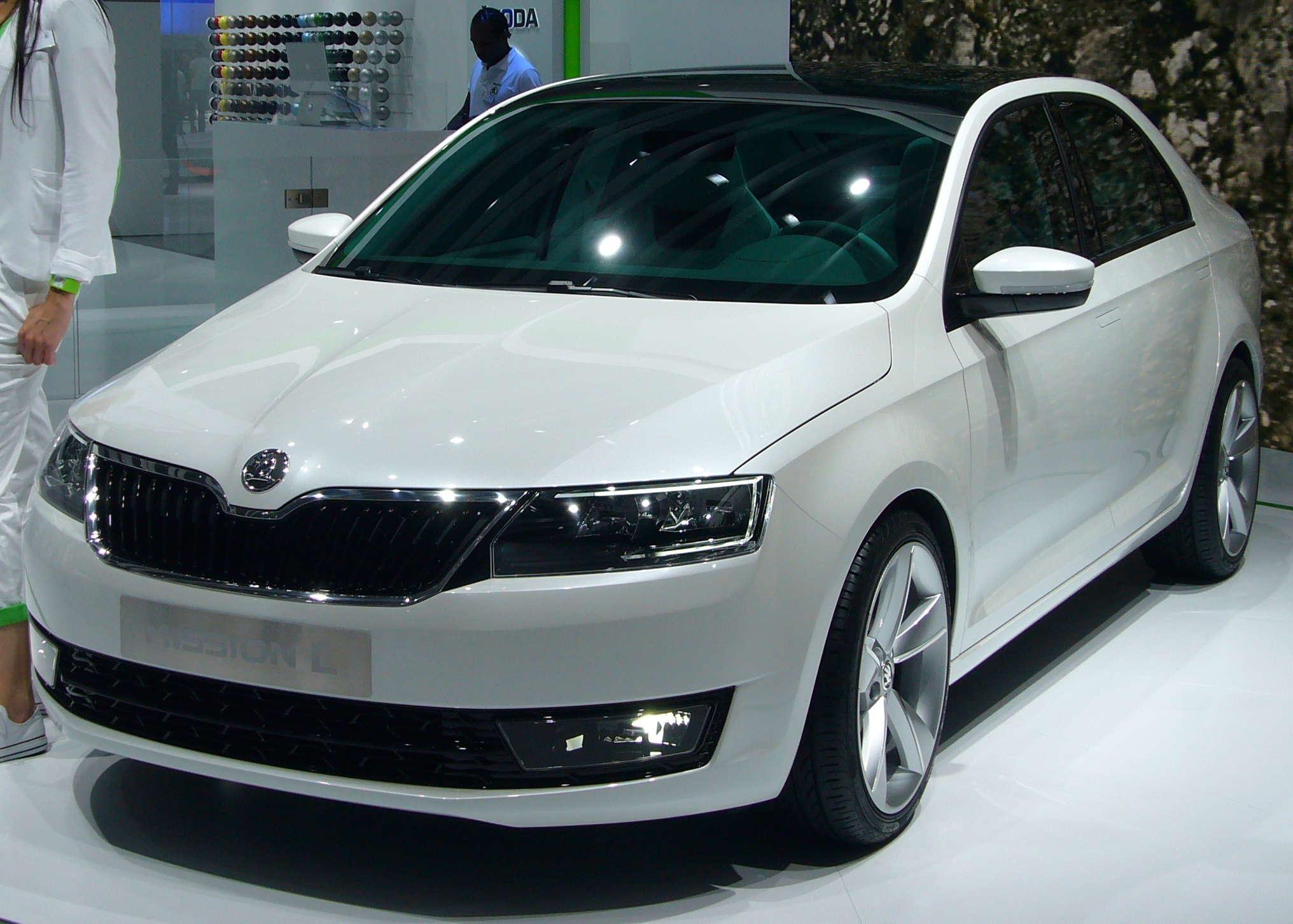
Škoda MissionL

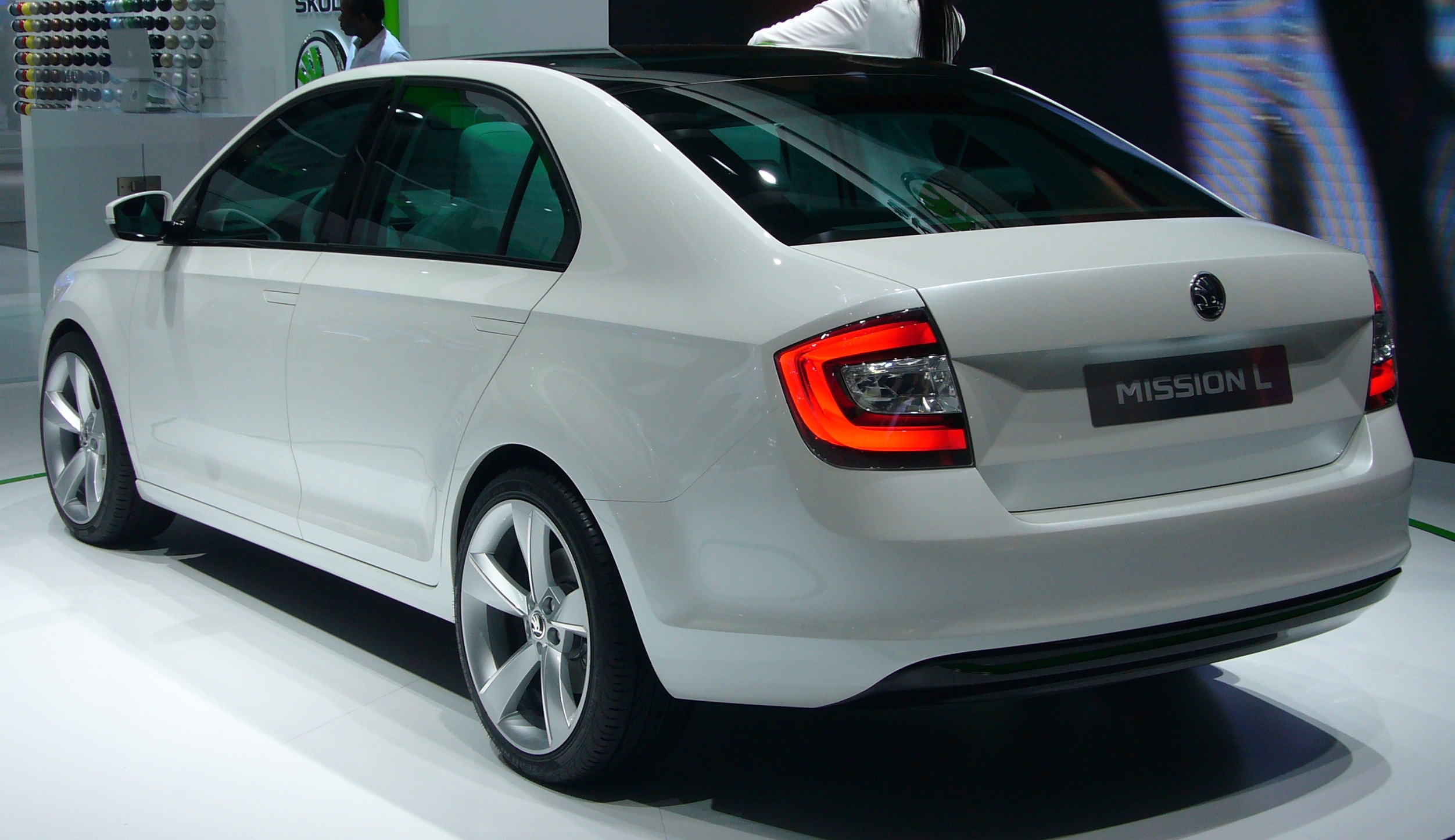
Škoda MissionL zezadu

Škoda MissionL je koncept pětidveřového liftbacku automobilky Škoda Auto. Byl představen v roce 2011 na autosalonu ve Frankfurtu nad Mohanem. Škoda MissionL navázala na koncept Škoda Vision D a předznamenala podobu sériové verze nové modelové řady automobilu nižší střední třídy, Škoda Rapid, který je o něco menší a levnější než Škoda Octavia a větší než Škoda Fabia.

## Design konceptu
Karoserie Škoda MissionL je liftback, víko zavazadlového prostoru se vyklápí spolu se zadním sklem, na délku měří téměř 4,5 metru. Studie má výrazná osmnáctipalcová litá kola. Přední a mlhové světlomety mají tvar lichoběžníku, mřížku chladiče lemuje chromovaný rámeček. Zadní svítilny mají bílou čirou plochu a jsou lemovány červeným koncovým světlem pro Škodu v typickém tvaru písmene C.